# Негода, Вячеслав Андронович
Вячеслав Андронович Негода (укр. В'ячеслав Андронович Негода; род. 25 мая 1957, Борщовка, Тернопольская область) — украинский политик. Председатель Тернопольской областной государственной администрации с 24 августа 2024 года. Первый заместитель министра регионального развития, строительства и жилищно-коммунального хозяйства Украины (с марта 2014 года). С 11 сентября 2019 по 24 января 2023 года был заместителем министра развития общин и территорий Украины. Беспартийный.

## Образование
1974—1980 — Киевский инженерно-строительный институт, по специальности архитектура.
1996—2000 — Львовский национальный университет имени Ивана Франко, по специальности правоведение.
2017—2021 — Национальная академия государственного управления при президенте Украины научная степень — Доктор философии (в области публичного управления и администрирования).

## Трудовая деятельность
Апрель 1980 — январь 1983 — архитектор, инженер-конструктор инженерно-строительного отдела Всесоюзного проектно-конструкторского института, город Тернополь.
Январь 1983 — апрель 1990 — начальник конструкторского бюро производственного объединения «Ватра», город Тернополь.
Апрель 1990 — апрель 1998 — Тернопольский городской голова, депутат Тернопольского облсовета, член облисполкома.
Май 1998 — январь 2002 — первый заместитель исполнительного директора Ассоциации городов Украины.
Апрель 2000 — ноябрь 2006 — председатель секретариата Союза лидеров местных и региональных властей Украины, руководитель секретариата Украинской ассоциации местных и региональных властей.
Ноябрь 2006 — март 2008 — заведующий секретариатом Комитета Верховной рады Украины по вопросам государственного строительства, региональной политики и местного самоуправления.
19 марта 2008 — 19 апреля 2010 — заместитель министра регионального развития и строительства Украины.
Апрель-июнь 2010 — находился в отставке заместителя министра.
Июнь 2010 — январь 2011 — директор департамента региональной политики и местного самоуправления Секретариата Кабинета министров Украины.
Январь 2011 — март 2014 — первый заместитель директора Департамента обеспечения взаимодействия с Верховной радой Украины и регионами, заведующий отделом экспертизы и анализа развития территорий и избирательных прав Секретариата Кабинета министров Украины.
25 марта — 13 октября 2014 — первый заместитель министра регионального развития, строительства и жилищно-коммунального хозяйства.
Октябрь 2014 — сентябрь 2015 — заместитель министра регионального развития, строительства и жилищно-коммунального хозяйства Украины — руководитель аппарата.
16 сентября 2015 — 11 сентября 2019 — первый заместитель министра регионального развития, строительства и жилищно-коммунального хозяйства Украины.
11 сентября 2019 — 24 января 2023 — заместитель министра развития общин и территорий Украины.
С марта 2023 — руководитель офиса Конгресса местных и региональных властей Украины при президенте Украины (на общественных началах).
Сентябрь 2023 — Доцент кафедры региональной политики учебно-научного института публичного управления и государственной службы Киевского национального университета имени Тараса Шевченко.
16 августа 2024 года Кабинет министров Украины согласовал назначение Вячеслава Негоды председателем Тернопольской областной государственной администрации.
24 августа указом президента Украины Владимира Зеленского назначен председателем Тернопольской ОГА.
26 августа 2024 года Вячеслав Негода приступил к исполнению обязанностей председателя Тернопольской областной государственной администрации. Заместитель руководителя Офиса президента Украины Алексей Кулеба официально представил нового руководителя руководителям структурных подразделений ОООА, начальникам РВА, председателям общин, представителям территориальных подразделений центральных органов власти.

## Награды, почётные звания
- Орден «За заслуги» III степени (25 июня 1997)[18];
- Грамота президента Украины (2000);
- Почётная грамота Кабинета министров Украины (25 ноября 2002)[19];
- Почётная грамота Верховной рады Украины (2007);
- Почётная грамота Государственной службы Украины (2007);
- Заслуженный архитектор Украины (30 ноября 2009)[20]; действительный член Украинской академии архитектуры;
- Премия Фонда развития местной демократии Ежи Регульского (FRDL MISTIA) Польша, 2022;
- Почётный профессор государственного университета интеллектуальных технологий и связи (ГУИТС), июль 2023